# Olivella biplicata
La aceituna enana, aceituna púrpura o caracol de cuentas (Olivella biplicata), es una especie de caracol de mar de la familia Olivellidae. 

## Distribución
Se encuentra en las costas del oriente del océano Pacífico, desde Columbia Británica (Canadá) hasta Baja California (México).

## Hábitat
Se encuentra comúnmente entre la arena en substratos intermareales y submareales, tanto en las bahías como en la costa abierta.

## Alimentación
Es una especie preferentemente carnívora, pero se considera omnívora. Excava en la arena para buscar su comida

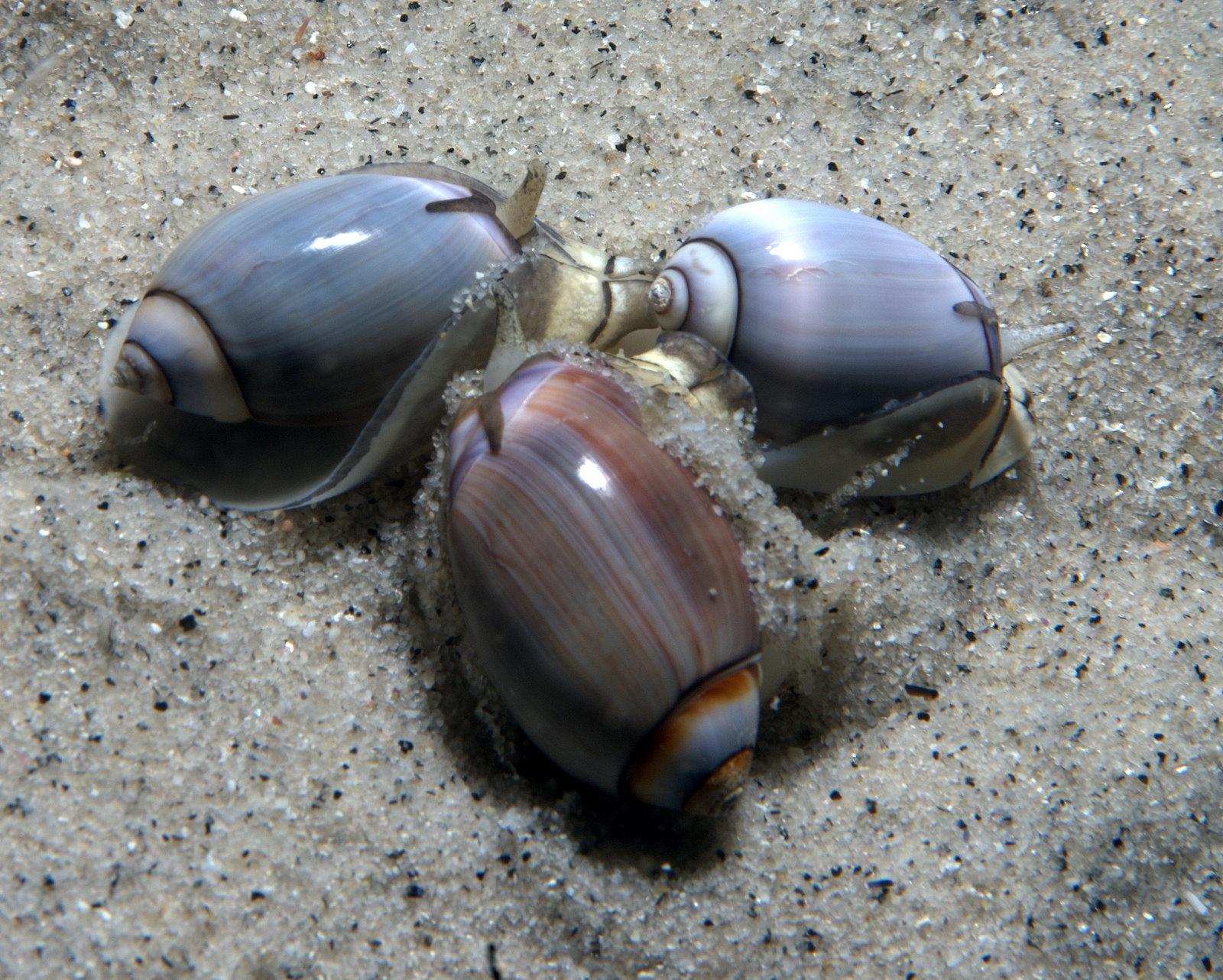
Olivella biplicata

## Descripción de la concha
La concha de los ejemplares adultos mide entre 20 mm y 27 mm de longitud. Es sólida, lisa, brillante y con forma de óvalo alargado. Presenta líneas delgadas de colores púrpura y grisáceo, a veces azuleadas, blanquecinas, plateadas o marrón oscuro. En los ejemplares de color más oscuro formas a menudo hay una franja circular amarilla o anaranjada encima de la sutura de la aguja, alrededor de la cual generalmente hay anillos delgados negruzcos y blancuzcos.
En el extremo posterior de la abertura, larga y estrecha, hay una muesca sifonal, de la que sobresale el sifón en el animal vivo.

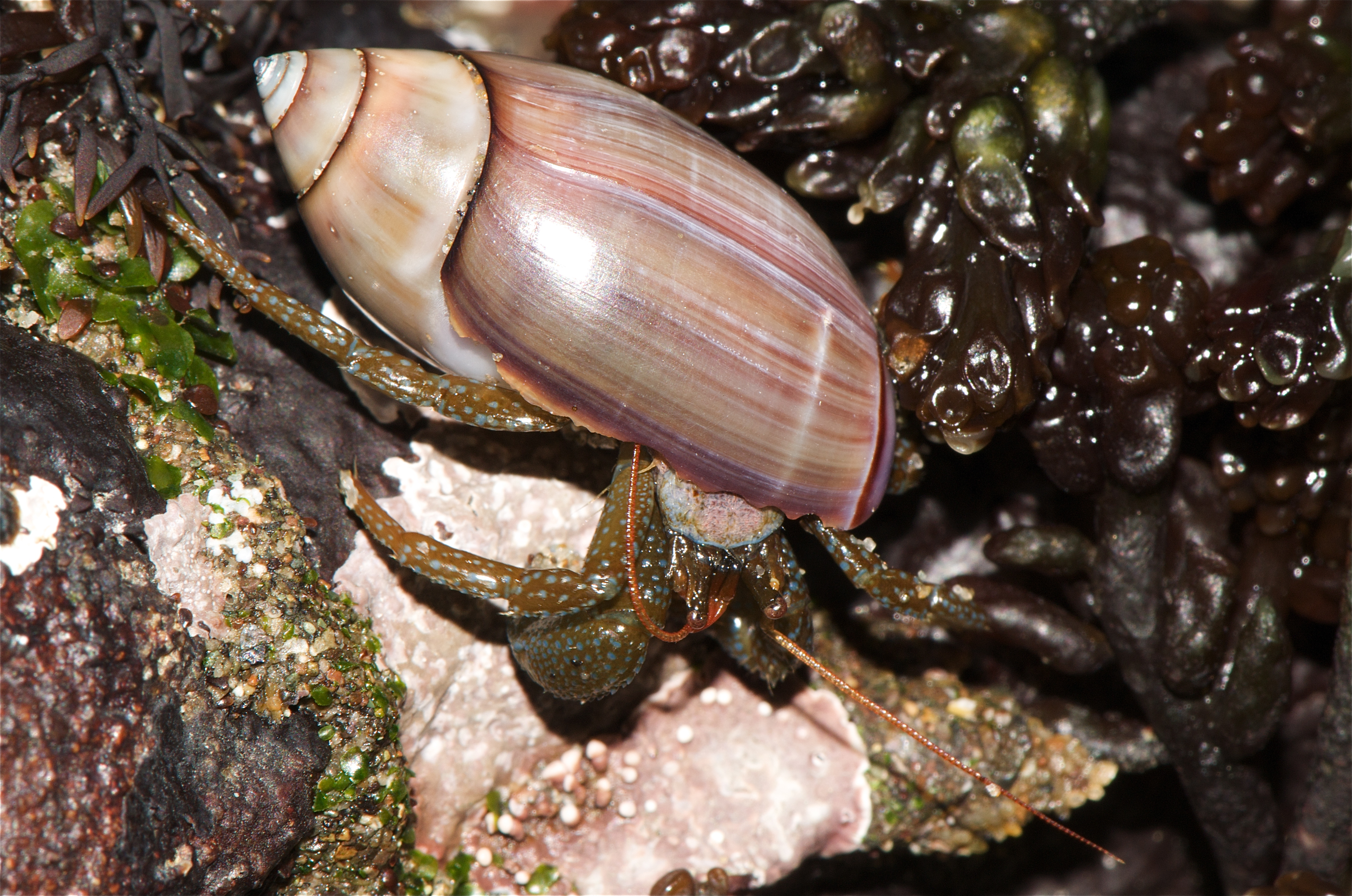
Pagurus en una concha de Olivella biplicata.

Las conchas del caracol muerto pueden ser utilizadas por los cangrejos ermitaños del género Pagurus.

## Joya y moneda indígena
Los aborígenes del centro y sur de California usaban las conchas de esta especie para fabricar cuentas de collares decorativos, desde hace por lo menos 9.000 años. En contextos arqueológicos, estos collares han sido hallados en regiones distantes del mar, como Idaho y Arizona. Desde el año 1000, comenzaron fabricarse en grandes cantidades en el sur de California, en las islas del Canal de Santa Bárbara, y fueron usadas como moneda en las redes comerciales indígenas. Los chumash los llaman  anchum.